# Beaucoup de bruit pour rien (film, 2012)
Pour les articles homonymes, voir Beaucoup de bruit pour rien (homonymie).
Pour plus de détails, voir Fiche technique et Distribution.
Beaucoup de bruit pour rien (Much Ado About Nothing) est une comédie dramatique américaine de Joss Whedon, sortie en 2012. Ce film est une adaptation moderne de la pièce de William Shakespeare publiée en 1600, Beaucoup de bruit pour rien.

## Synopsis
Nous sommes au XXIe siècle. Don Pédro revient de la guerre. Avec ses compagnons d’armes Bénédict et Claudio, il se rend chez le seigneur Léonato, gouverneur de Messine. Ils croiseront notamment Hero, la fille de Léonato et sa nièce Béatrice durant un bal masqué. Claudio tombe amoureux de Hero tandis que Béatrice et Bénédict se détestent. Claudio, Héro et Don Pédro décident alors de tout faire pour que Benedict et Béatrice deviennent amoureux l'un de l'autre. Pendant ce temps, Don Juan, le frère de Don Pedro, met en place un stratagème pour faire échouer le futur mariage entre Claudio et Hero... 

## Fiche technique
- Titre original : Much Ado About Nothing

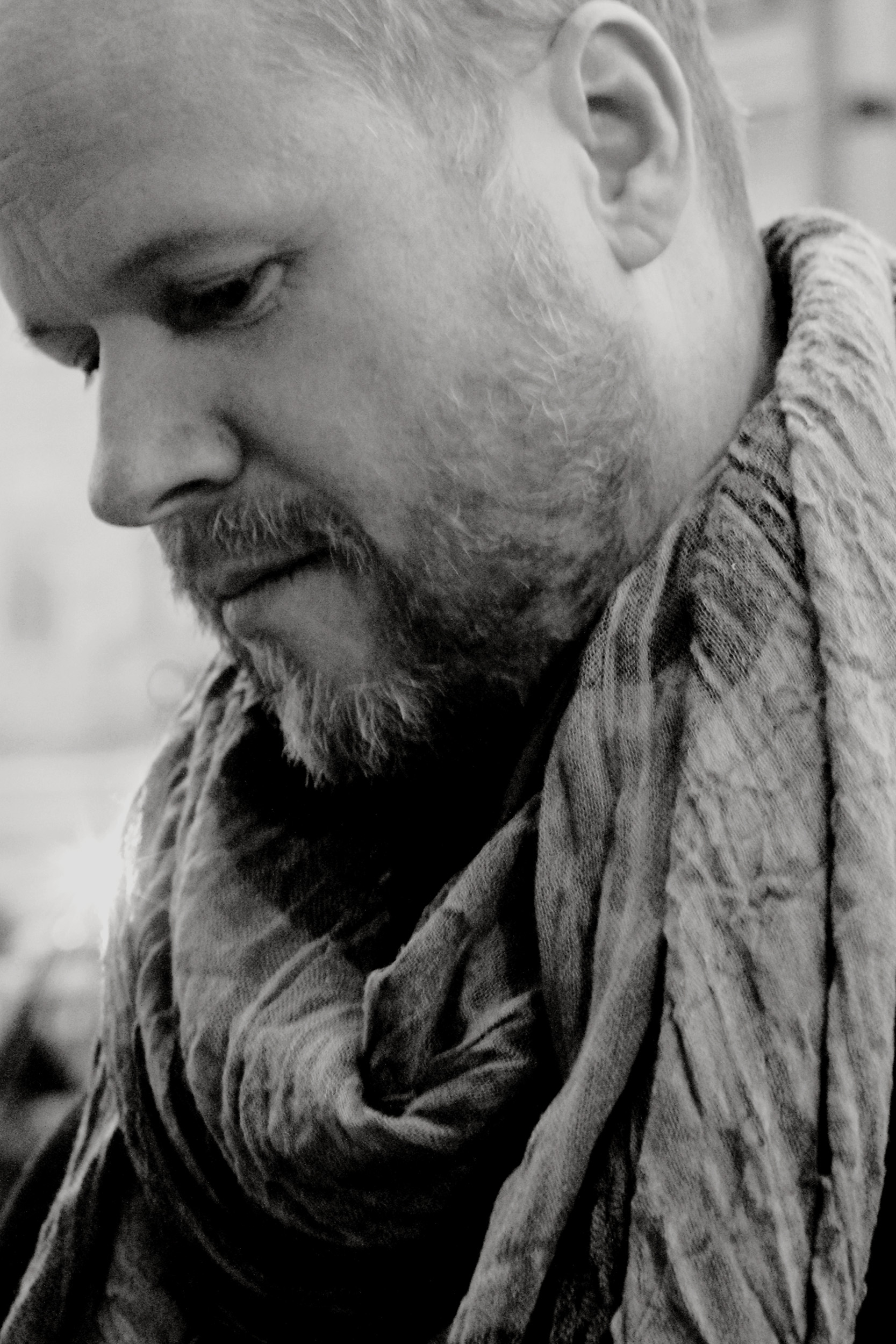
Le scénariste/réalisateur Joss Whedon à une première du film à Dublin, en février 2013.

- Titre français : Beaucoup de bruit pour rien
- Réalisation : Joss Whedon
- Scénario : Joss Whedon, d'après la pièce Beaucoup de bruit pour rien de William Shakespeare
- Direction artistique : Cindy Chao et Michele Yu
- Décors : Cindy Chao et Michele Yu
- Costumes : Shawna Trpcic
- Photographie : Jay Hunter
- Montage : Daniel S. Kaminsky et Joss Whedon
- Musique  : Joss Whedon
- Production : Joss Whedon
- Société de production : Bellwether Pictures
- Sociétés de distribution :  Lions Gate Film,  Jour2fête
- Budget :
- Pays de production :  États-Unis
- Langue originale : anglais
- Format : noir et blanc - 35 mm - 1,85:1 - son Dolby numérique
- Genre : Comédie dramatique
- Durée :
- Dates de sortie :
  - Canada : 8 septembre 2012 (Festival international du film de Toronto)
  - États-Unis : 7 juin 2013 (sortie limitée)[1] ; 21 juin 2013 (sortie nationale)[1]
  - France : 29 janvier 2014[1]

## Distribution
- Amy Acker : Béatrice
- Alexis Denisof : Bénédict
- Nathan Fillion : Dogberry
- Clark Gregg : Léonato
- Reed Diamond : Don Pedro
- Fran Kranz : Claudio
- Sean Maher : Don Juan
- Spencer Treat Clark : Borachio
- Riki Lindhome : Conrad
- Ashley Johnson : Margaret
- Emma Bates : Ursule
- Tom Lenk : Vergès
- Jillian Morgese : Héro
- Paul M. Meston : frère Francis
- Romy Rosemont : le juge
- Nick Kocher : un garde de nuit
- Brian McElhaney : un garde de nuit
- Joshua Zar : un serviteur

Source de la distribution

Photos des acteurs principaux au Festival international du film de Toronto 2012
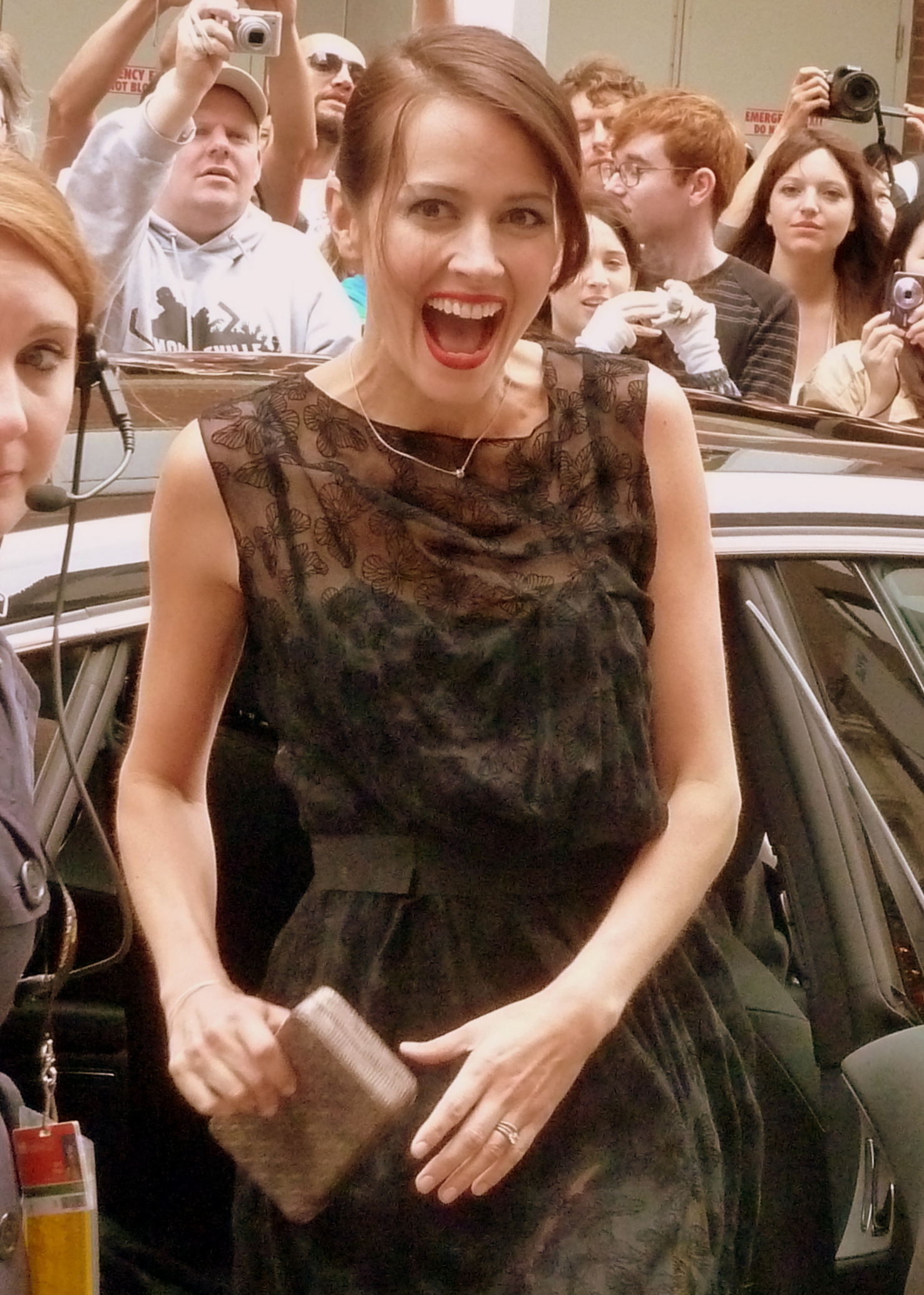
Amy Acker (Béatrice)
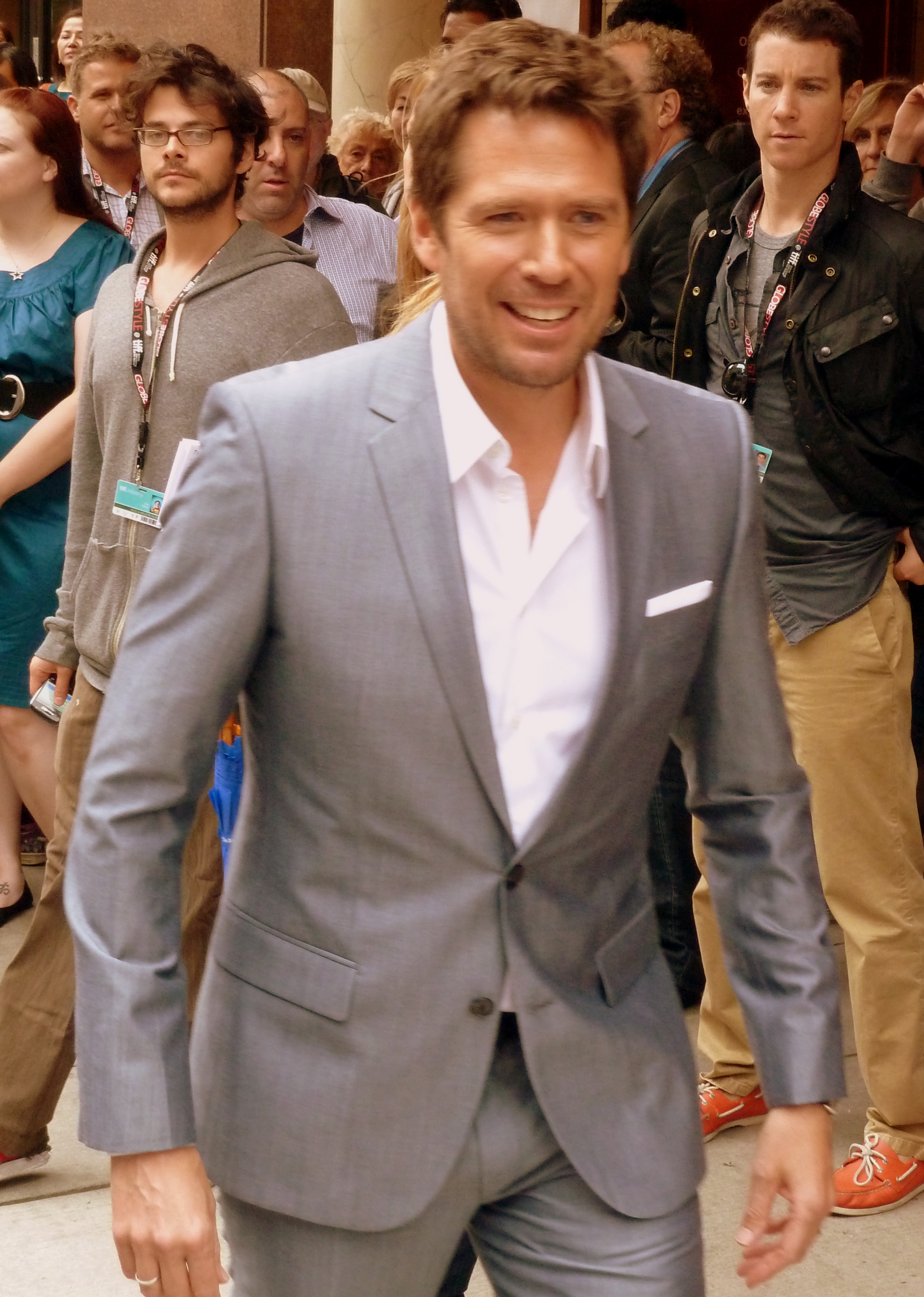
Alexis Denisof (Bénédict)
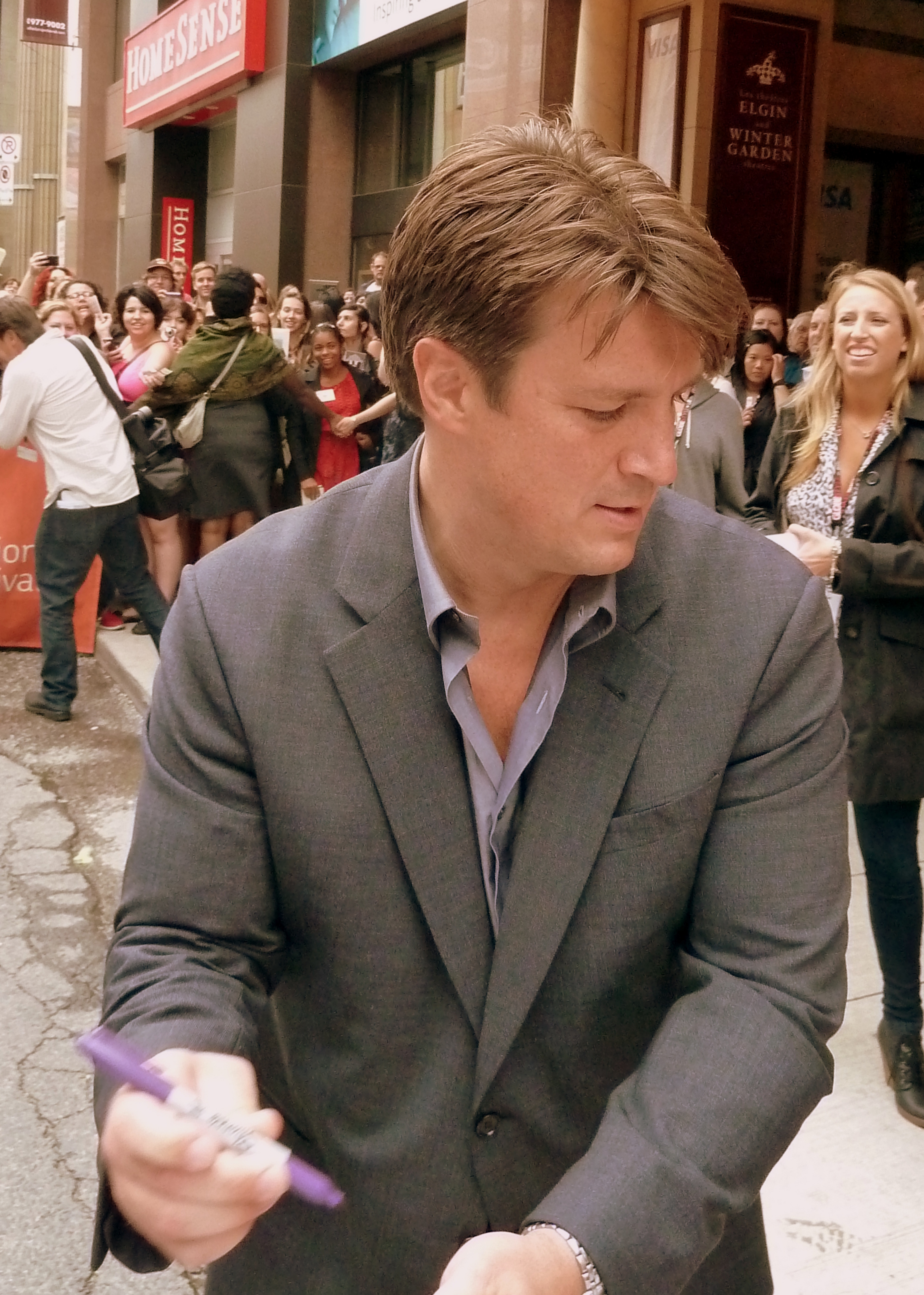
Nathan Fillion (Dogberry)
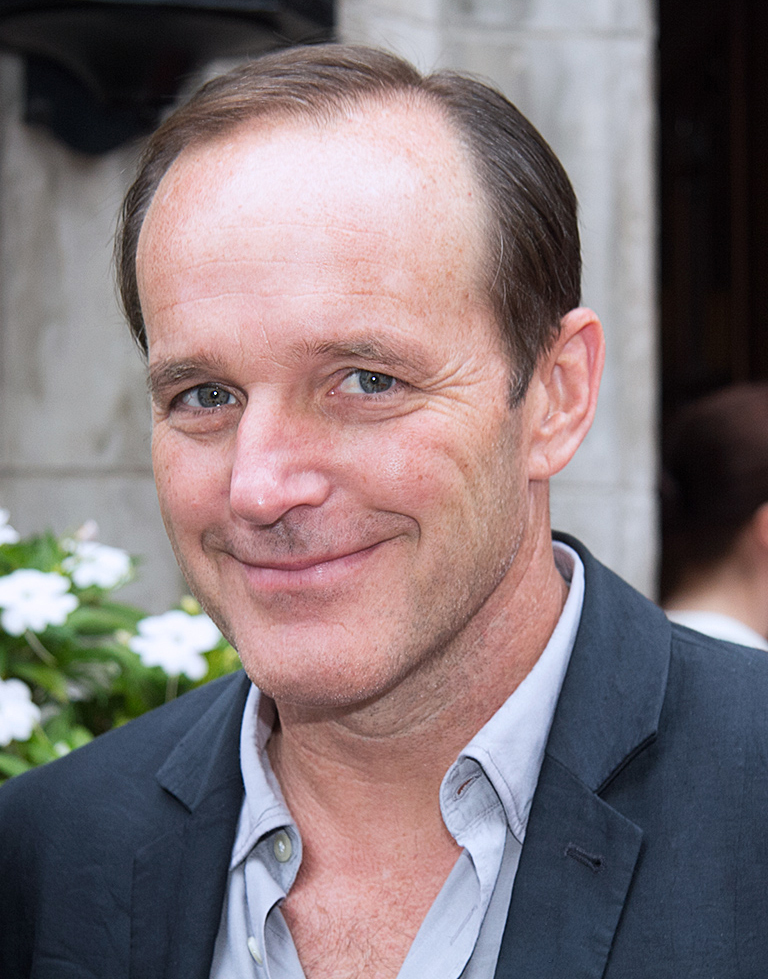
Clark Gregg (Léonato)
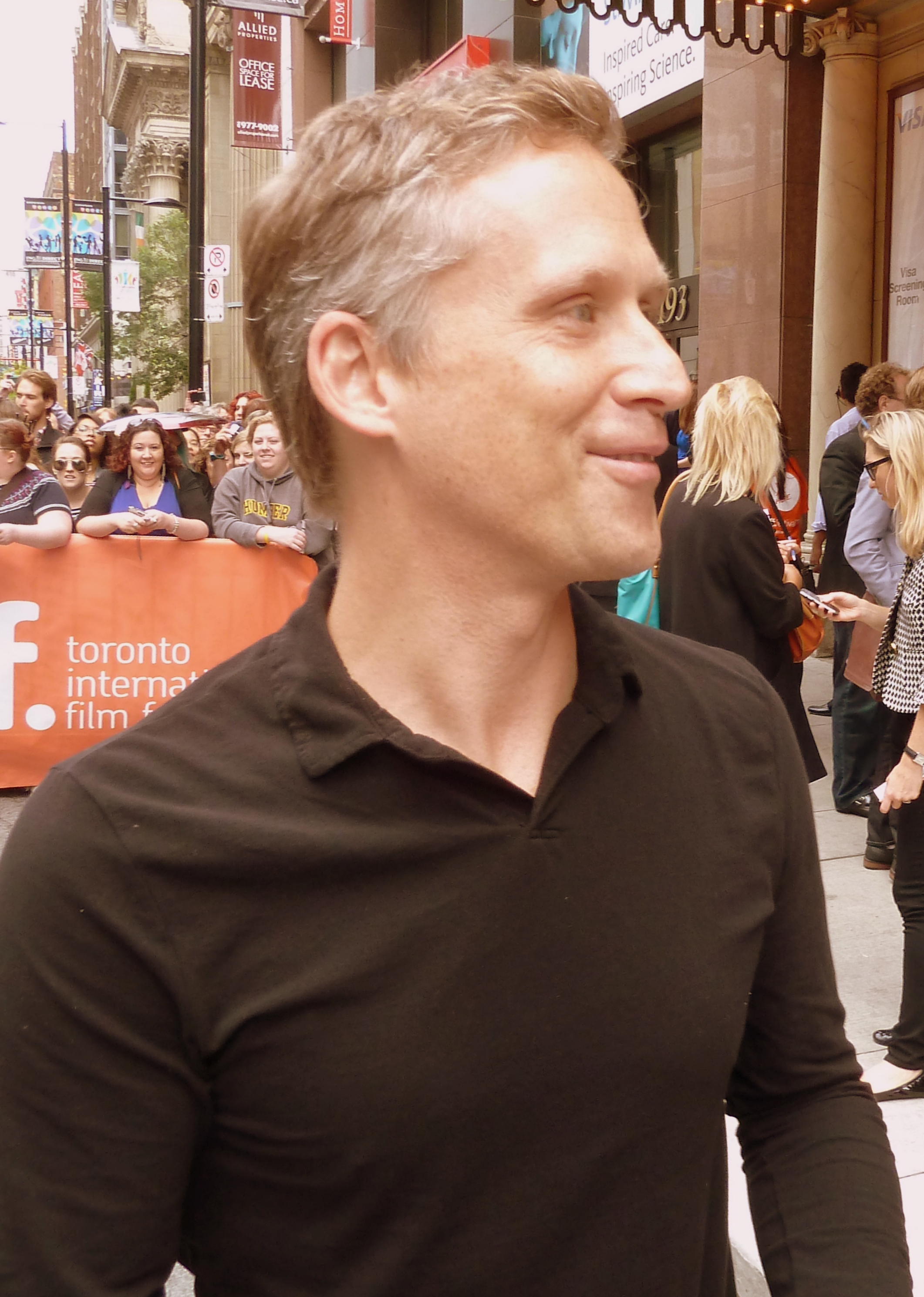
Reed Diamond (Don Pedro)
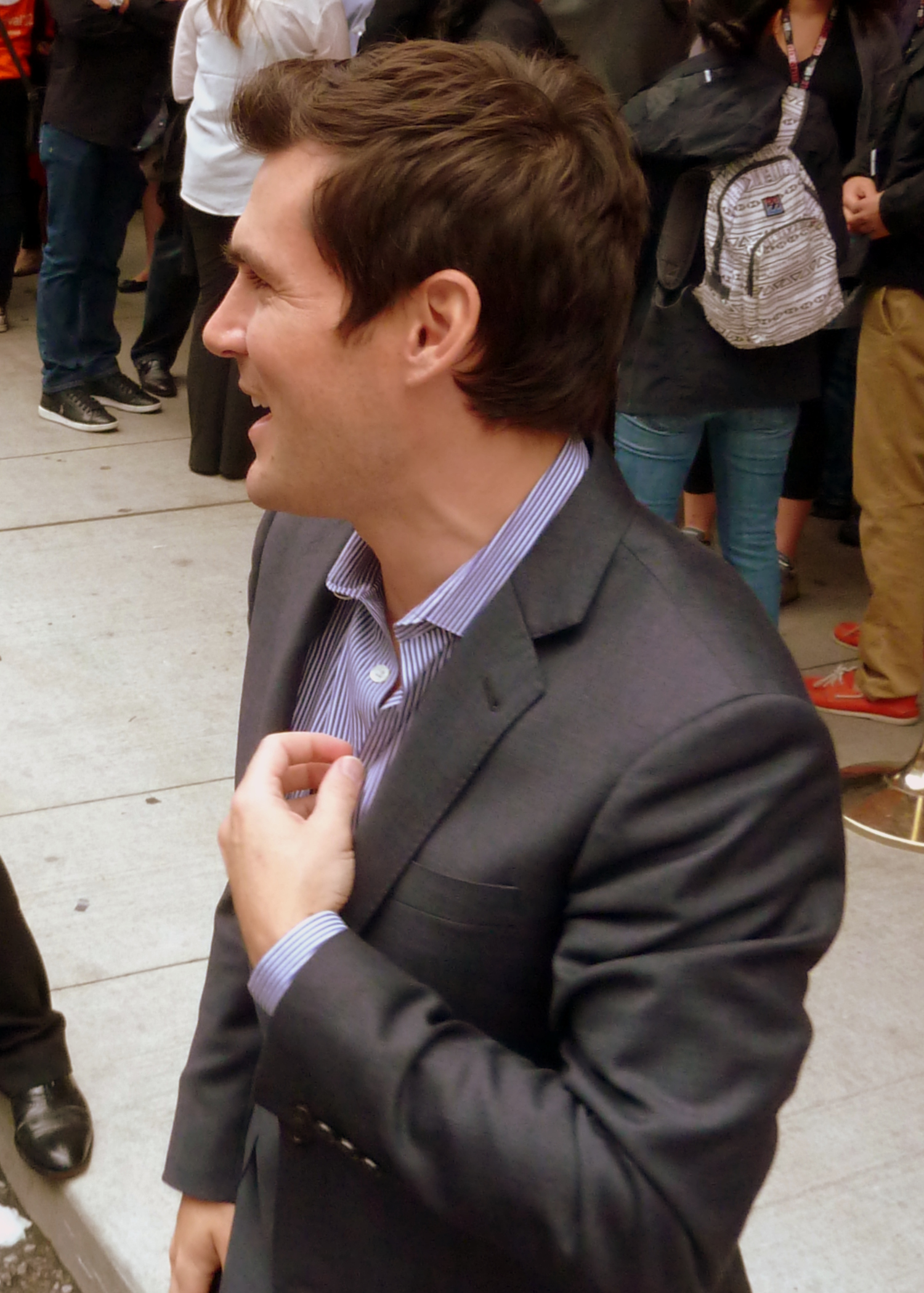
Sean Maher (Don Juan)
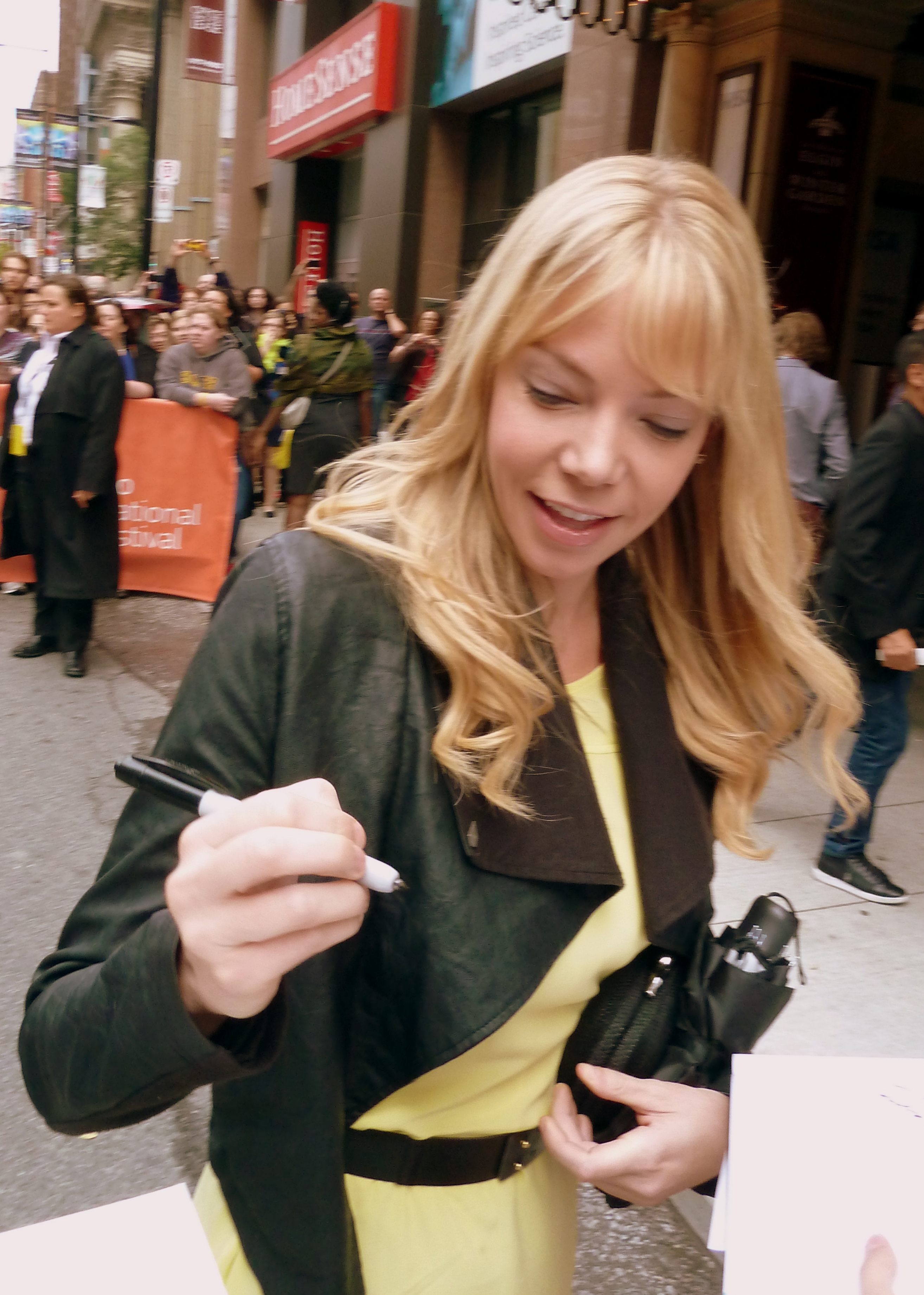
Riki Lindhome (Conrad)
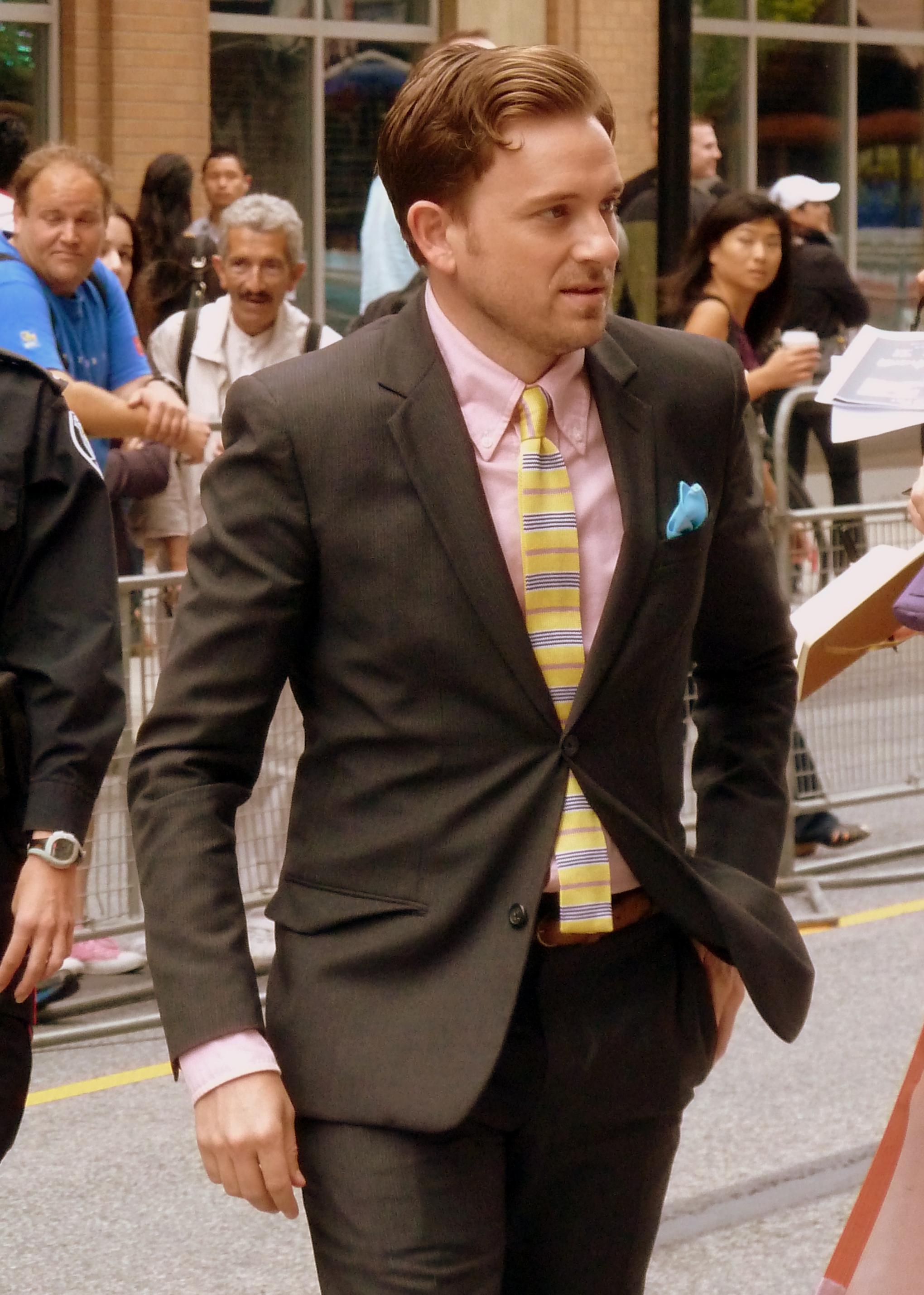
Tom Lenk (Vergès)
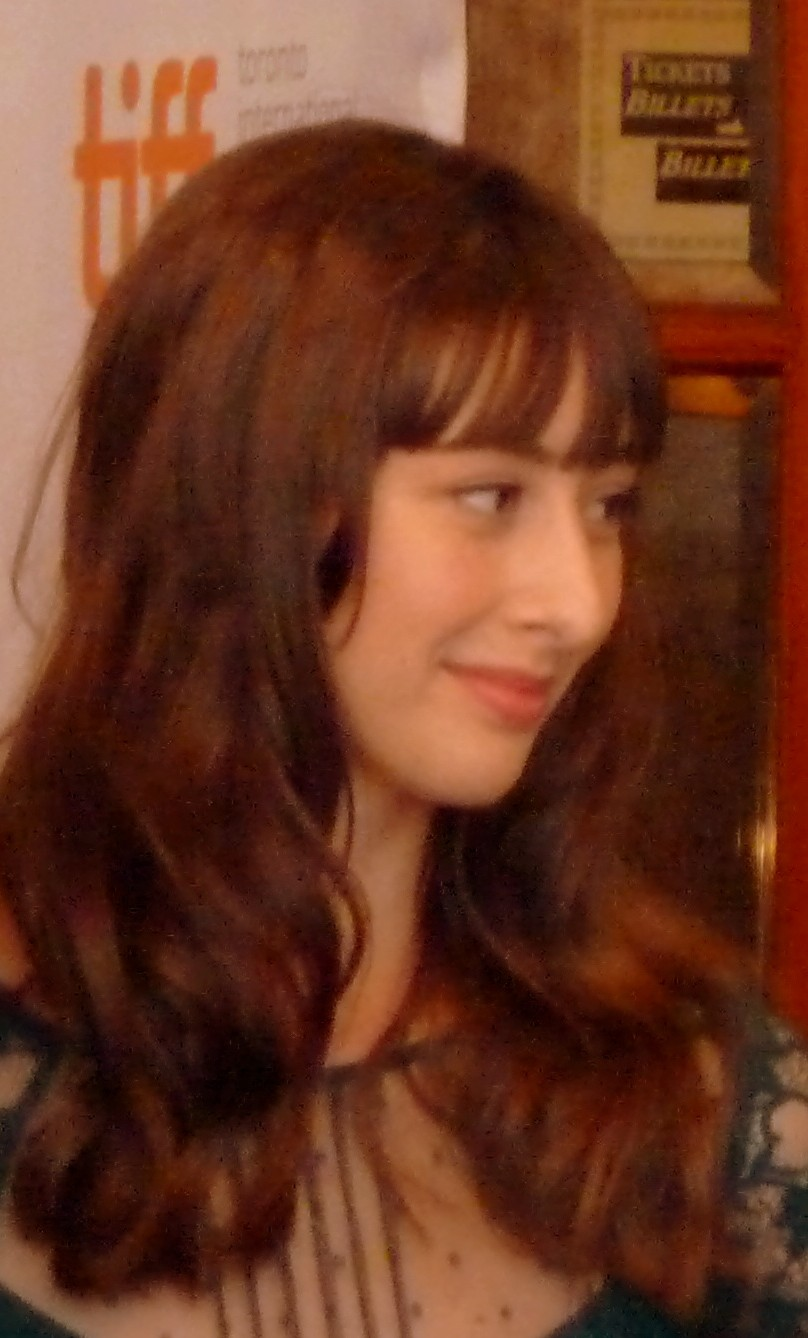
Jillian Morgese (Héro)

## Bande originale
La bande originale est composée par Joss Whedon lui-même. Il fait appel à Deborah Lurie pour la production. Le film contient également les chansons "Sigh No More" et "Heavily", écrites par William Shakespeare pour sa pièce de théâtre. Elles sont interprétées par Maurissa Tancharoen et Jed Whedon, frère du réalisateur.
L'album sort le 6 juin 2013
Toutes les chansons sont écrites et composées par Joss Whedon, sauf exception notée.
| Liste des titres | Liste des titres                                          | Liste des titres    | Liste des titres | Liste des titres | Liste des titres | Liste des titres | Liste des titres | Liste des titres | Liste des titres |
| No               | Titre                                                     | Auteur              | Durée            |                  |                  |                  |                  |                  |                  |
| ---------------- | --------------------------------------------------------- | ------------------- | ---------------- | ---------------- | ---------------- | ---------------- | ---------------- | ---------------- | ---------------- |
| 1.               | Main Title                                                |                     | 1:12             |                  |                  |                  |                  |                  |                  |
| 2.               | Arrival                                                   |                     | 0:55             |                  |                  |                  |                  |                  |                  |
| 3.               | Hero                                                      |                     | 0:49             |                  |                  |                  |                  |                  |                  |
| 4.               | If I Had My Mouth                                         |                     | 2:06             |                  |                  |                  |                  |                  |                  |
| 5.               | To the Death                                              |                     | 0:42             |                  |                  |                  |                  |                  |                  |
| 6.               | Sigh No More (featuring Maurissa Tancharoen & Jed Whedon) | William Shakespeare | 2:36             |                  |                  |                  |                  |                  |                  |
| 7.               | Beauty Is a Witch                                         |                     | 1:54             |                  |                  |                  |                  |                  |                  |
| 8.               | A Double Heart                                            |                     | 0:41             |                  |                  |                  |                  |                  |                  |
| 9.               | Perfectest Herald                                         |                     | 1:07             |                  |                  |                  |                  |                  |                  |
| 10.              | The Only Love Gods                                        |                     | 0:38             |                  |                  |                  |                  |                  |                  |
| 11.              | Borachio                                                  |                     | 2:01             |                  |                  |                  |                  |                  |                  |
| 12.              | The Gulling (Part 1)                                      |                     | 0:27             |                  |                  |                  |                  |                  |                  |
| 13.              | The Gulling (Part 2)                                      |                     | 1:56             |                  |                  |                  |                  |                  |                  |
| 14.              | The Gulling (Part 3)                                      |                     | 1:03             |                  |                  |                  |                  |                  |                  |
| 15.              | Love On                                                   |                     | 0:52             |                  |                  |                  |                  |                  |                  |
| 16.              | Disloyal                                                  |                     | 2:46             |                  |                  |                  |                  |                  |                  |
| 17.              | A Thousand Ducats                                         |                     | 2:08             |                  |                  |                  |                  |                  |                  |
| 18.              | Wedding Day                                               |                     | 0:30             |                  |                  |                  |                  |                  |                  |
| 19.              | Madam Withdraw                                            |                     | 0:31             |                  |                  |                  |                  |                  |                  |
| 20.              | Wedding March                                             |                     | 0:57             |                  |                  |                  |                  |                  |                  |
| 21.              | Left for Dead                                             |                     | 2:14             |                  |                  |                  |                  |                  |                  |
| 22.              | Is Not That Strange                                       |                     | 0:43             |                  |                  |                  |                  |                  |                  |
| 23.              | I Am Engaged                                              |                     | 2:00             |                  |                  |                  |                  |                  |                  |
| 24.              | A Word in Your Ear                                        |                     | 1:39             |                  |                  |                  |                  |                  |                  |
| 25.              | How Innocent She Died                                     |                     | 1:10             |                  |                  |                  |                  |                  |                  |
| 26.              | Heavily (featuring Maurissa Tancharoen & Jed Whedon)      | William Shakespeare | 1:58             |                  |                  |                  |                  |                  |                  |
| 27.              | The Balcony                                               |                     | 1:13             |                  |                  |                  |                  |                  |                  |
| 28.              | Will You Come                                             |                     | 0:33             |                  |                  |                  |                  |                  |                  |
| 29.              | Walk of Shame                                             |                     | 0:36             |                  |                  |                  |                  |                  |                  |
| 30.              | Another Hero                                              |                     | 0:50             |                  |                  |                  |                  |                  |                  |
| 31.              | A Giddy Thing                                             |                     | 1:10             |                  |                  |                  |                  |                  |                  |
| 32.              | Last Dance                                                |                     | 0:44             |                  |                  |                  |                  |                  |                  |
| 40:41            |                                                           |                     |                  |                  |                  |                  |                  |                  |                  |

## Autour du film
- Il s'agit du premier film de Bellwether Pictures, micro-studio fondé par Whedon et Kai Cole[4].